# Sarah Poewe
Sarah Poewe (ur. 3 marca 1983 w Kapsztadzie w Południowej Afryce) – niemiecka pływaczka specjalizująca się w stylu klasycznym, mistrzyni Europy 2012 na dystansie 100 m stylem klasycznym oraz w sztafecie 4 x 100 m stylem zmiennym.
Do 2001 r. występowała w barwach RPA, a następnie otrzymała niemieckie obywatelstwo. Największy sukces osiągnęła na Igrzyskach Olimpijskich 2004 w Atenach, zdobywając brązowy medal w sztafecie 4x100 m stylem zmiennym.
Poewe jest również pochodzenia żydowskiego, ze względu na obywatelstwo swojej matki.